# Султан Махмуд-хан I
Султан-Махмуд-хан I (перс. محمود خان‎ от араб. محمود‎ — «восхваляемый»; 1463/1464, Моголистан — 1508, Ходжент) — хан Моголистана (1487—1508). Сын Йунус-хана и Шах-бигум Бадахши, туглуктимурид. В некоторых источниках таких как «Тарих-и Кашгар» и «Бабур-наме»  известен как Ханике-хан. 
В 1485-1487 гг. управлял Ташкентом. После смерти отца в 1487 г. как самый старший в роду был формально признан верховным ханом, однако фактически управлял только Западным Моголистаном.
Султан-Махмуд-хан I по натуре был сугубо мирным человеком, совершенно лишенным военных способностей, со склонностями к литературным занятиям и тихим радостям жизни. Период его правления отмечен постоянными междоусобными войнами с дуглатами и с его племянниками Султан-Халилом и Султан-Саидом. В 1502-1503 гг. вместе с братом Султан-Ахмад-ханом I неудачно воевал с Мухаммедом Шейбани, попал в плен к Шейбани, но вскоре был отпущен. Весной 1504 г. он фактически передал управление страной своему племяннику Мансур-хану, а сам поселился в Джетикенте и 4 года жил там, не принимая участия в междоусобной войне. В 1508 году хан вместе с сыновьями подался в Мавераннахр. По приказу Шейбани Султан-Махмуд-хан I вместе с пятью малолетними сыновьями был убит на берегу Сырдарьи близ Ходжента.